# المعهد العالي للسينما (مصر)
يعد المعهد العالي للسينما التابع لوزارة الثقافة المصرية، والعضو العامل في المنظّمة الدولية لكليات ومعاهد السينما في العالم أوّل مؤسسة لتعليم فنون السينما في الشرق الأوسط وأفريقيا، شارك المعهد على مدار السنوات السابقة في مختلف المحافل والمهرجانات الدولية، وحصد العديد من الجوائز العالمية، وشهادات التقدير. كما، ويمنح المعهد، بالإضافة إلى شهادة البكالوريوس، درجتي الماجستير والدكتوراه في العلوم والفنون السينمائية.

## تاريخ المعهد
في عام 1957 بدأت أولى خطوات الدولة لتنظيم صناعة السينما في مصر وتوجيهها في إطار السياسة العامة لها، وكانت أولى هذه الخطوات إصدار القرار الجمهورى رقم 945 لسنة 1957 بإنشاء مؤسسة دعم السينما الملحقة بوزارة الإرشاد القومى والتي بهدف:
1. دعم السينما في مصر برفع المستوى الفني والمهني لها.
2. تشجيع عرض الأفلام داخل البلاد وخارجها.
3. اقراض المشتغلين بالإنتاج السينمائي وضمانهم لدى دور الائتمان وذلك لتمكينهم من توجيه إنتاجهم بما يتماشى مع السياسة التخطيطية للدولة.

وانطلاقًا من تلك الأهداف، تم إنشاء المعهد العالى للسينما عام 1959 الذي بدأت الدراسة به في 24 أكتوبر من نفس العام، وتبنّى إصداره د. ثروت عكاشة، وزير الثقافة المصري الأسبق في عهد جمال عبد الناصر. ولقد ارتبط بتنفيذ سياسة الدولة في مجال السينما وخاصة في البند الأول الذي أعلن كهدف لإنشاء مؤسسة دعم السينما برفع المستوى الفني والمهني للسينما المصرية، وإعداد كادر سينمائي جديد للعمل بالقطاع العام الجديد لإنتاج الأفلام السينمائية في مصر، حيث لم تكد تمضى أربعة شهور فقط على افتتاح المعهد حتى تم تأميم صناعة السينما في فبراير 1960 وآلت شركة مصر للتمثيل والسينما إلى الدولة نتيجة لتأميم بنك مصر وفروعه، كما تم تأميم شركات التوزيع والاستوديوهات ودرو العرض الرئيسية.
و عين المخرج السينمائي محمد كريم كأول عميد لمعهد السينما وعهد اليه بوضع نظام التدريس بالمعهد وتم ايفاده من قبل الدولة إلى الخارج للاطلاع على نظم دراسة السينما في عدد من الدول.

## أقسام المعهد
و لقد بدأت الدراسة في المعهد بأقسام:
- الإخراج
- السيناريو
- المونتاج
- هندسه المناظر
- هندسة الصوت
- التصوير
- الرسوم المتحركة
- الإنتاج

و في عام 1967 تم إلغاء قسمى التمثيل والماكياج، ورؤى الاكتفاء بتدريس التمثيل في المعهد العالى للفنون المسرحية.

## نظام الدراسة في المعهد
و حددت الدراسة بالمعهد بأربعة سنوات دراسية لحاملى شهادة الثانوية العامة بعد إجراء اختبارات القبول الضرورية للالتحاق به.
و في عام 1968 قام المعهد بتجربة إنشاء قسم خاص لحملة المؤهلات الجامعية إلى جانب الحاصلين على الثانوية العامة على ان تكون هذه الدراسة دون تخصص محدد ولمدة عامين، ولكن لم يستمر العمل بهذا النظام بعد أن تخرجت دفعة واحدة هي الأولى والأخيرة في نفس الوقت.
و في عام 1968 تقرر ان يقتصر القبول بالمعهد على حملة المؤهلات العليا من خريجى الجامعات، وان تكون الدراسة لمدة عامين بقسمى الإخراج والسيناريو (الذين تم دمجهما معا), التصوير، المونتاج، الإنتاج، الصوت، هندسه المناظر، على ان يحصل الطالب في نهاية العامين الدراسيين على دبلوم عال.
و لقد كان الدافع وراء النظام هو محاولة تطوير وجهة النظر العامة تجاه السينما باختيار اشخاص ناضجين وناجحين على مستوى الدراسات العليا الجامعية يختارون السينما كتخصص أساسى لهم، مع ملاحظة انه في اطار ذلك النظام كانت وزارة الثقافة تقدم مكافآت مالية شهرية مقابل تفرغ الطلبة للدراسة.
و لكن لم يلبث أن تم التراجع عن هذا النظام بعد قبول ثلاث دفعات وعاد المعهد مرة أخرى لنظام الدراسة لأربعة اعوام بعد الثانوية العامة مع تعديل التخصصات مرة أخرى ليصبح كل من الإخراج والسيناريو قسما مستقلا بذاته، وكذلك فصل الرسوم المتحركة عن الديكور ليصبح كل منهما قسما منفصلا عن الآخر بالإضافة إلى اقسام التصوير والصوت والمونتاج والإنتاج.

## أهداف المعهد
- يهدف المعهد العالي للسينما إلى إعداد وتأهيل الكوادر الفنية الدارسة للعلوم السينمائية والتليفزيونية وتأهيل الخريجين علميا وعمليا للعمل في مجال صناعة السينما ومحطات التلفزة وفقا للتخصصات التي توفروا على دراستها في هذا المجال.
- العمل على تنمية القدرات الإبداعية للدارسين وتأهيلهم للحصول على أعلى الدرجات العلمية والدراسة التخصصية التي تساهم في رقي الفكر والموهبة لمواكبة تكنولوجيا العصر وعلوم الفضائيات.[2]

## انجازات المعهد
و بعد ستة وثلاثين عاما من إنشاء المعهد العالى للسينما يمكننا القول بأن المعهد قد نجح تماما في ظهور جيل جديد من السينمائيين في مصر من بين خريجيه الذين يشكلون حاليا أكثر من تسعين بالمائة من العاملين في كافة التخصصات السينمائية، كما ان أعضاء هيئة تدريسه بالكامل من خريجيه الذين نجحوا في انهاء تخصصاتهم الدراسية في درجات الماجستير والدكتوراه بالخارج، وهي الدرجات التي يمنحها المعهد حاليا بالإضافة إلى درجة البكالوريوس ودبلوم الدراسات العليا في كافة التخصصات السينمائية.
و تشكل افلام الطلبة التي يقوم المعهد بإنتاجها سنويا ظاهرة هامة في الحياة السينمائية في مصر، حيث يصل عدد الأفلام المنتجة إلى اربعين فيلما سنويا من مقاسات 35 مم و16 مم والفيديو من الأفلام الروائية القصيرة والوثائقية بالإضافة إلى ثمانية عشر فيلما سنويا من افلام الرسوم المتحركة.
لقد تحقق الهدف الرئيسى من إنشاء معهد السينما بايجاد الكادر السينمائي الجديد من بين خريجيه بعد عدد من السنوات، وهو ما بدا في سنوات سابقة كأمر بعيد المنال.

## وصلات خارجية
- الموقع الرسمي